# Ильин, Степан Петрович
Степан Петрович Ильин (1915—1993) — старший сержант Советской Армии, участник Великой Отечественной войны, Герой Советского Союза (1943).

## Биография
Степан Ильин родился 2 августа 1915 года в селе Кривоозёрное. Окончил семь классов школы. В январе 1942 года Ильин был призван на службу в Рабоче-крестьянскую Красную Армию. С апреля того же года — на фронтах Великой Отечественной войны. К октябрю 1943 года старший сержант Степан Ильин командовал отделением 99-го отдельного сапёрного батальона 69-й стрелковой дивизии 65-й армии Центрального фронта. Отличился во время битвы за Днепр.
15 октября 1943 года Ильин со своим отделением переправился через Днепр в районе посёлка Лоев Лоевского района Гомельской области Белорусской ССР и принял активное участие в боях на его западном берегу, отразив несколько немецких контратак, а также переправил через реку три стрелковых взвода.
Указом Президиума Верховного Совета СССР от 30 октября 1943 года за «образцовое выполнение боевых заданий командования на фронте борьбы с немецкими захватчиками и проявленные при этом мужество и героизм» старший сержант Степан Ильин был удостоен высокого звания Героя Советского Союза с вручением ордена Ленина и медали «Золотая Звезда» за номером 1580.
В 1946 году Ильин был демобилизован. В 1960 году он окончил мелиоративный техникум, после чего работал гидротехником. Проживал в Ташкенте.
Скончался 2 ноября 1993 года, похоронен на Аллее Героев Ташкентского Воинского кладбища.
Был также награждён орденом Отечественной войны 1-й степени и рядом медалей.